# Saint-Michel (Haute-Garonne)
Saint-Michel település Franciaországban, Haute-Garonne megyében. Lakosainak száma 310 fő (2022. január 1.). Saint-Michel Cérizols, Fabas, Ausseing, Cazères, Couladère, Palaminy, Plagne, Le Plan és Saint-Christaud községekkel határos.

## Népesség
A település népessége az elmúlt években az alábbi módon változott:
| Lakosok száma | 190  | 169  | 183  | 298  | 316  | 313  | 318  | 318  | 316  | 310  |
|               | 1968 | 1982 | 1990 | 2006 | 2013 | 2015 | 2017 | 2019 | 2020 | 2022 |